# Новое (Раменский район)
Но́вое — село в Раменском муниципальном районе Московской области. Административный центр сельского поселения Заболотьевское. Население — 2337 чел. (2010).

## Название
Ранее село называлось Новорождественно. Название Новое село получило в середине XX века после переселения на новое место.

## География
Село Новое расположено в центральной части Раменского района и примыкает с юго-запада к городу Раменское. Высота над уровнем моря 126 м. В 2 км к юго-западу от села протекает река Москва. В селе 24 улицы — Горького, Жуковского, Зелёная, Карла Маркса, КИЗ УЮТ, Комсомольская, Ленинская, Луговая 1-я, Луговая 2-я, Маяковского, Москворецкая, Новосельская, Новостройка, ПМК-17, Пушкина, Раменская, Садовая, Советская, Солнечная, Спец СМУ, Усадьба СПЕЦ СМУ, Уютная, Чкалова, Школьная; 1 проезд Горького; 5 тупиков — Жуковского, Зелёный, Москворецкий, Новосельский, Первомайский; приписано 2 СНТ — Малинки, Ольховка-2 и ГСК Союз. Ближайший населённый пункт — город Раменское.

## История
В 1926 году село являлось центром Новорождественского сельсовета Раменской волости Бронницкого уезда Московской губернии.
С 1929 года — населённый пункт в составе Раменского района Московского округа Московской области.
В начале 1950-х годов село было переселено на новое место.
До муниципальной реформы 2006 года село входило в состав Заболотьевского сельского округа Раменского района.

## Население
| 1926 | 2002  | 2010  |
| ---- | ----- | ----- |
| 2095 | ↗2138 | ↗2337 |

В 1926 году в селе проживало 2095 человек (971 мужчина, 1124 женщины), насчитывалось 406 крестьянских хозяйств. По переписи 2002 года — 2138 человек (999 мужчин, 1139 женщин).